# Цефдинір
Цефдинір (англ. Cefdinir, лат. Cefdinirum) — антибіотик з групи цефалоспоринів ІІІ покоління для перорального застосування. Цефдинір запатентований у 1979 році, та схвалений до клінічного застосування у 1991 році.

## Фармакологічні властивості
Цефдинір — антибіотик широкого спектра дії, що належить до групи цефалоспоринів ІІІ покоління. Як і інші β-лактамні антибіотики діє бактерицидно. Механізм дії препарату полягає у порушенні синтезу клітинної стінки бактерій. Препарат є активним проти наступних мікроорганізмів: грампозитивні мікроорганізми — стрептококи та метицилінчутливі стафілококи, як ті, що продукують, так і ті, що не продукують пеніциліназу; грамнегативні — Haemophilus influenzae, Escherichia coli, Citrobacter, клебсієли, Proteus, Moraxella catarrhalis. Стійкими до препарату є Enterococcus spp., Enterobacter spp., Pseudomonas spp., метицилінрезистентні штами стафілококів, туберкульозна паличка. Цефдинір поступається іншим пероральним цефалоспоринам цефіксиму та цефподоксиму активністю щодо бактерій роду Haemophilus, проте його активність щодо бактерій роду Moraxella його активність рівнозначна з цефіксимом та значно вища активності щодо цього роду бактерій цефподоксиму.

### Фармакокінетика
Цефдинір після перорального прийому швидко всмоктується, біодоступність препарату складає 16—21 %, знижуючись при застосуванні більших доз препарату, а також при вживанні разом із жирною їжею. Максимальна концентрація цефдиніру в крові досягається протягом 2—4 годин після прийому препарату. Цефдинір не проникає через гематоенцефалічний бар'єр, проникає через плацентарний бар'єр, даних за виділення препарату в грудне молоко людини немає. Препарат практично не метаболізується, виводиться з організму із сечею переважно в незміненому вигляді. Період напіввиведення препарату в середньому становить 1,7 години (коливається від 1,1 до 2,3 години).

## Показання
Цефдинір застосовується у випадку інфекцій, викликаних чутливими до препарату збудниками, зокрема: інфекціях ЛОР-органів(синуситах, тонзилітах, фарингіті, середньому отиті); інфекціях нижніх дихальних шляхів (гострому та хронічному бронхіті, пневмонії); неускладнених інфекціях шкіри та м'яких тканин.

## Побічна дія
При застосуванні цефдиніру найчастішими побічними ефектами є діарея, шкірний висип, блювання, нудота, головний біль. Іншими побічними ефектами препарату є:
- Алергічні реакції та реакції з боку шкірних покривів — свербіж шкіри, еритема, синдром Стівенса-Джонсона, синдром Лаєлла, анафілактичний шок, алергічний васкуліт, набряк гортані та обличчя, алергічний кон'юнктивіт, гарячка, сироваткова хвороба.
- З боку травної системи — біль у животі, сухість у роті, стоматит, метеоризм, закрепи, кандидоз порожнини рота, псевдомембранозний коліт, ентероколіт, кишкова непрохідність, холестатичний гепатит, жовтяниця, пептична виразка, мелена.
- З боку нервової системи — безсоння або сонливість, запаморочення, втрата свідомості, судоми, гіперкінез, мимовільні рухи.
- З боку дихальної системи — задишка, гостра дихальна недостатність, пневмонія, напад бронхіальної астми, еозинофільна пневмонія, ідіопатичний інтерстиціальний пневмоніт.
- З боку сечостатевої системи — токсична нефропатія, гостра ниркова недостатність, вагінальний кандидоз.
- Інші побічні ефекти — рабдоміоліз, схильність до кровотеч, крововиливи, артеріальна гіпертензія, біль у грудній клітці.
- Зміни в лабораторних аналізах — підвищення рівня активності у крові трансаміназ, псевдопозитивна реакція на вміст глюкози в сечі, порушення зсідання крові, лейкопенія, нейтропенія, тромбоцитопенія, панцитопенія, агранулоцитоз, тромбоцитопенічна пурпура, гемолітична анемія.

## Протипоказання
Цефдинір протипоказаний при підвищеній чутливості до препарату або інших цефалоспоринів.

## Форми випуску
Цефдинір випускається у вигляді желатинових капсул по 0,3 г; та суспензії для прийому всередину із вмістом діючої речовини по 125 і 250 мг/5 мл по 60 і 100 мл.